# Standbeeld van Jozef Weidmann
Het standbeeld van Jozef Weidmann staat op het Pater Weidmannplein aan de Dr. Sophie Redmondstraat in Paramaribo, Suriname, op de kruising met de Frederik Derbystraat (toen de Rust en Vredestraat).
Het bronzen standbeeld staat op een hoge sokkel en werd op 15 februari 1975 onthuld, ter afsluiting van de feestelijkheden rondom de viering van het 28-jarige jubileum van de Progressieve Surinaamse Volkspartij (PSV). Weidmann was een van de oprichters. De Militaire Kapel presenteerde onder leiding van Eddy Snijders het lied Hulde aan pater Weidmann. Snijders componeerde het lied en Fred Ormskerk schreef de tekst. Onder de sprekers bevonden zich gouverneur Johan Ferrier en premier Henck Arron.
De katholieke Pater Weidman (1899-1962) was in 1946 medeoprichter van de politieke partij PSV en twee jaar later van de christelijke vakfederatie PWO, waarbij zich winkelpersoneel, zorgmedewerkers en bouwvakkers aansloten. Hij richtte zich op een betere positie voor arbeiders via betere arbeidsvoorwaarden, een cao en medezeggenschap. Hij wordt gezien als de grondlegger van het algemeen kiesrecht in Suriname.
Eerder, op 29 oktober 1966, werd al een borstbeeld van hem opgericht op het terrein van de Progressieve Werknemers Organisatie (PWO) aan de Limesgracht 